# Marsha Regis
Marsha Regis (* in Port-au-Prince, Haiti) ist eine haitianisch-kanadische Schauspielerin und Synchronsprecherin. Sie ist Gründerin des Rooted Theatre in Vancouver, für das sie eigene Stücke schreibt.

## Leben
Regis wurde in der haitianischen Hauptstadt Port-au-Prince geboren und wuchs abwechselnd in der Karibik und in Kanada auf. Sie spricht fließend Englisch, Französisch, Spanisch und die Kreolsprache. Sie machte einen Abschluss in Kommunikation und Psychologie, außerdem ist sie Absolventin der Actors Studio Drama School, wo sie ihren Bachelor of Arts in Schauspiel erhielt. Sie startete 2003 als Episodendarstellerin in den Fernsehserien Twilight Zone, Dead Like Me – So gut wie tot und Da Vinci’s Inquest als Schauspielerin. 2005 übernahm sie erste Filmrollen in White Noise – Schreie aus dem Jenseits und Der Exorzismus von Emily Rose. Von 2005 bis 2006 wirkte sie in vier Episoden der Fernsehserie Da Vinci's City Hall in der Rolle der Roberta mit. Größere Rollen erhielt sie in den Low-Budget-Fernsehfilmen Der Polarsturm als Pam im Jahr 2009, 2010 in Eisbeben – Alarm in der Arktis in der Rolle der Carolyn sowie 2011 als Agent O'Neil in Behemoth – Monster aus der Tiefe. In den nächsten Jahren folgten viele Besetzungen in Episodenrollen in verschiedenen kanadischen und US-amerikanischen Fernsehserien und weitere Besetzungen in überwiegend Fernsehfilmen.

## Filmografie (Auswahl)

### Schauspiel
- 2003: Twilight Zone (Fernsehserie, Episode 1x40)
- 2003: Dead Like Me – So gut wie tot (Dead Like Me, Fernsehserie, Episode 1x06)
- 2003: Da Vinci’s Inquest (Fernsehserie, Episode 6x05)
- 2005: White Noise – Schreie aus dem Jenseits (White Noise)
- 2005: The L Word – Wenn Frauen Frauen lieben (The L Word, Fernsehserie, 2 Episoden)
- 2005: Der Exorzismus von Emily Rose (The Exorcism of Emily Rose)
- 2005: Reunion (Fernsehserie, Episode 1x05)
- 2005–2006: Da Vinci's City Hall (Fernsehserie, 4 Episoden)
- 2006: Kyle XY (Fernsehserie, Episode 1x09)
- 2006: Das Geheimnis der Meerjungfrau (The Mermaid Chair, Fernsehfilm)
- 2006: Supernatural (Fernsehserie, Episode 2x01)
- 2006: To Have and to Hold (Fernsehfilm)
- 2006: Rapid Fire – Der Tag ohne Wiederkehr (Rapid Fire, Fernsehfilm)
- 2006: Alles was du dir zu Weihnachten wünschst (All She Wants for Christmas, Fernsehfilm)
- 2007: Battle in Seattle
- 2007: The Virgin of Akron, Ohio (Fernsehserie, Episode 1x01)
- 2008: Good People, Bad Things
- 2009: Watchmen – Die Wächter (Watchmen)
- 2009: Der Polarsturm (Polar Storm, Fernsehfilm)
- 2009: Fringe – Grenzfälle des FBI (Fringe, Fernsehserie, Episode 2x02)
- 2009: Smallville (Fernsehserie, Episode 9x02)
- 2010: Eisbeben – Alarm in der Arktis (Ice Quake, Fernsehfilm)
- 2011: Behemoth – Monster aus der Tiefe (Behemoth, Fernsehfilm)
- 2011: To the Mat
- 2011: Possessing Piper Rose (Fernsehfilm)
- 2011: Weihnachten voller Hoffnung (Christmas Comes Home to Canaan, Fernsehfilm)
- 2011: Heavenly (Fernsehfilm)
- 2012: Level Up (Fernsehserie, Episode 1x01)
- 2012: Bull by the Horns (Kurzfilm)
- 2012: Das Philadelphia Experiment – Reactivated (The Philadelphia Experiment, Fernsehfilm)
- 2012: The Company You Keep – Die Akte Grant (The Company You Keep)
- 2012: Seasick (Kurzfilm)
- 2013: The Carpenter's Miracle (Fernsehfilm)
- 2013: Lucky 7 (Fernsehserie, Episode 1x01)
- 2013: Covert Affairs (Fernsehserie, Episode 4x11)
- 2013: Nikita (Fernsehserie, Episode 4x01)
- 2014: Max & Shred (Fernsehserie, Episode 1x16)
- 2014: Christmas at Cartwright’s (Fernsehfilm)
- 2015: Suits (Fernsehserie, Episode 4x14)
- 2017: The Classroom (Fernsehserie, Episode 1x03)
- 2018: Love Jacked
- 2021: FBI (Fernsehserie, Episode 3x07)

### Synchronisationen
- 2011: Iron Man – Die Zukunft beginnt (Iron Man: Armored Adventures, Zeichentrickserie, Episode 2x06)
- 2017: The Classroom (Fernsehserie, Episode 1x05, Sprechrolle)

## Theater (Auswahl)
- Intimate Apparel, Regie: Lynn Nottage, Grand Theatre, Arts Club Theatre
- Welcome Back To Harlem, in Eigenregie, Rooted Theatre/Revue Stage
- Belleville, Company Theatre/Canadian Stage
- Race, Regie: David Mamet, Théatre La Seizième
- Shanley’s Doubt, Regie: John Patrick, Tsawwassen Arts Centre